# American Le Mans Challenge 2002
Navigation
Édition suivante
L'American Le Mans Challenge 2002, disputé sur le 5 octobre 2002 sur le circuit de Bayfront Park est la neuvième manche de l'American Le Mans Series 2002.

## Course

### Classement de la course
Classement final de la course (vainqueurs de catégorie en gras), :
| Pos.   | Catégorie | N° | Écurie                                   | Pilotes                                          | Châssis                          | Pneus | Tours/Abandon |
| Pos.   | Catégorie | N° | Écurie                                   | Pilotes                                          | Moteur                           | Pneus | Tours/Abandon |
| ------ | --------- | -- | ---------------------------------------- | ------------------------------------------------ | -------------------------------- | ----- | ------------- |
| 1      | LMP900    | 1  | Audi Sport North America                 | Emanuele Pirro Frank Biela                       | Audi R8                          | M     | 122           |
| 1      | LMP900    | 1  | Audi Sport North America                 | Emanuele Pirro Frank Biela                       | Audi 3.6L Turbo V8               | M     | 122           |
| 2      | LMP900    | 8  | Team Cadillac                            | Max Angelelli JJ Lehto                           | Cadillac Northstar LMP-02        | M     | 122           |
| 2      | LMP900    | 8  | Team Cadillac                            | Max Angelelli JJ Lehto                           | Cadillac Northstar 4.0L Turbo V8 | M     | 122           |
| 3      | LMP900    | 2  | Audi Sport North America                 | Tom Kristensen Rinaldo Capello                   | Audi R8                          | M     | 122           |
| 3      | LMP900    | 2  | Audi Sport North America                 | Tom Kristensen Rinaldo Capello                   | Audi 3.6L Turbo V8               | M     | 122           |
| 4      | LMP900    | 50 | Panoz Motor Sports                       | David Brabham Jan Magnussen                      | Panoz LMP01 Evo                  | M     | 122           |
| 4      | LMP900    | 50 | Panoz Motor Sports                       | David Brabham Jan Magnussen                      | Élan 6L8 6.0L V8                 | M     | 122           |
| 5      | LMP900    | 38 | Champion Racing                          | Johnny Herbert Stefan Johansson                  | Audi R8                          | M     | 121           |
| 5      | LMP900    | 38 | Champion Racing                          | Johnny Herbert Stefan Johansson                  | Audi 3.6L Turbo V8               | M     | 121           |
| 6      | LMP900    | 36 | Riley & Scott Racing Jim Matthews Racing | Tony Ave Marc Goossens                           | Riley & Scott Mk III C           | D     | 121           |
| 6      | LMP900    | 36 | Riley & Scott Racing Jim Matthews Racing | Tony Ave Marc Goossens                           | Élan 6L8 6.0L V8                 | D     | 121           |
| 7      | LMP900    | 7  | Team Cadillac                            | Emmanuel Collard Éric Bernard                    | Cadillac Northstar LMP-02        | M     | 120           |
| 7      | LMP900    | 7  | Team Cadillac                            | Emmanuel Collard Éric Bernard                    | Cadillac Northstar 4.0L Turbo V8 | M     | 120           |
| 8      | LMP675    | 11 | KnightHawk Racing                        | Claudia Hürtgen Chad Block                       | MG-Lola EX257                    | A     | 119           |
| 8      | LMP675    | 11 | KnightHawk Racing                        | Claudia Hürtgen Chad Block                       | MG (AER) XP20 2.0L Turbo I4      | A     | 119           |
| 9      | GTS       | 3  | Corvette Racing                          | Ron Fellows Johnny O'Connell                     | Chevrolet Corvette C5-R          | G     | 119           |
| 9      | GTS       | 3  | Corvette Racing                          | Ron Fellows Johnny O'Connell                     | Chevrolet 7.0L V8                | G     | 119           |
| 10     | GTS       | 4  | Corvette Racing                          | Andy Pilgrim Kelly Collins                       | Chevrolet Corvette C5-R          | G     | 118           |
| 10     | GTS       | 4  | Corvette Racing                          | Andy Pilgrim Kelly Collins                       | Chevrolet 7.0L V8                | G     | 118           |
| 11     | LMP900    | 51 | Panoz Motor Sports                       | Bryan Herta Bill Auberlen                        | Panoz LMP01 Evo                  | M     | 118           |
| 11     | LMP900    | 51 | Panoz Motor Sports                       | Bryan Herta Bill Auberlen                        | Élan 6L8 6.0L V8                 | M     | 118           |
| 12     | GTS       | 33 | Prodrive                                 | Tomáš Enge Peter Kox                             | Ferrari 550 GTS Maranello        | M     | 118           |
| 12     | GTS       | 33 | Prodrive                                 | Tomáš Enge Peter Kox                             | Ferrari 5.9L V12                 | M     | 118           |
| 13     | GT        | 23 | Alex Job Racing                          | Sascha Maassen Lucas Luhr                        | Porsche 911 GT3 RS (996)         | M     | 118           |
| 13     | GT        | 23 | Alex Job Racing                          | Sascha Maassen Lucas Luhr                        | Porsche 3.6L Flat-6              | M     | 118           |
| 14     | GT        | 22 | Alex Job Racing                          | Timo Bernhard Jörg Bergmeister                   | Porsche 911 GT3 RS (996)         | M     | 117           |
| 14     | GT        | 22 | Alex Job Racing                          | Timo Bernhard Jörg Bergmeister                   | Porsche 3.6L Flat-6              | M     | 117           |
| 15     | GTS       | 0  | Team Olive Garden                        | Mimmo Schiattarella Emanuele Naspetti            | Ferrari 550 GTS Maranello        | M     | 116           |
| 15     | GTS       | 0  | Team Olive Garden                        | Mimmo Schiattarella Emanuele Naspetti            | Ferrari 6.0L V12                 | M     | 116           |
| 16     | GT        | 66 | The Racer's Group                        | Kevin Buckler Brian Cunningham                   | Porsche 911 GT3 RS (996)         | M     | 115           |
| 16     | GT        | 66 | The Racer's Group                        | Kevin Buckler Brian Cunningham                   | Porsche 3.6L Flat-6              | M     | 115           |
| 17     | GT        | 79 | J-3 Racing                               | Justin Jackson Mike Fitzgerald                   | Porsche 911 GT3 RS (996)         | P     | 112           |
| 17     | GT        | 79 | J-3 Racing                               | Justin Jackson Mike Fitzgerald                   | Porsche 3.6L Flat-6              | P     | 112           |
| 18     | LMP675    | 16 | Dyson Racing Team                        | Butch Leitzinger James Weaver                    | MG-Lola EX257                    | G     | 112           |
| 18     | LMP675    | 16 | Dyson Racing Team                        | Butch Leitzinger James Weaver                    | MG (AER) XP20 2.0L Turbo I4      | G     | 112           |
| 19     | LMP675    | 77 | AB Motorsport                            | Jimmy Adams Joe Blacker Orlam Sonora             | Pilbeam MP84                     | A     | 112           |
| 19     | LMP675    | 77 | AB Motorsport                            | Jimmy Adams Joe Blacker Orlam Sonora             | Nissan (AER) VQL 3.0L V6         | A     | 112           |
| 20     | LMP675    | 13 | Archangel Motorsports                    | Ben Devlin Bret Arsenault                        | Lola B2K/40                      | D     | 111           |
| 20     | LMP675    | 13 | Archangel Motorsports                    | Ben Devlin Bret Arsenault                        | Ford (Millington) 2.0L Turbo I4  | D     | 111           |
| 21 DNF | GTS       | 45 | American Viperacing                      | Marino Franchitti Marc Bunting                   | Dodge Viper GTS-R                | P     | 109           |
| 21 DNF | GTS       | 45 | American Viperacing                      | Marino Franchitti Marc Bunting                   | Dodge 8.0L V10                   | P     | 109           |
| 22     | GTS       | 25 | Konrad Motorsport                        | Sean Murphy Charles Slater                       | Saleen S7-R                      | P     | 109           |
| 22     | GTS       | 25 | Konrad Motorsport                        | Sean Murphy Charles Slater                       | Ford 7.0L V8                     | P     | 109           |
| 23     | GT        | 43 | Orbit                                    | Leo Hindery Peter Baron                          | Porsche 911 GT3 RS (996)         | M     | 109           |
| 23     | GT        | 43 | Orbit                                    | Leo Hindery Peter Baron                          | Porsche 3.6L Flat-6              | M     | 109           |
| 24     | GT        | 42 | Orbit                                    | Ron Atapattu Tony Kester                         | Porsche 911 GT3 RS (996)         | M     | 108           |
| 24     | GT        | 42 | Orbit                                    | Ron Atapattu Tony Kester                         | Porsche 3.6L Flat-6              | M     | 108           |
| 25     | GTS       | 83 | Graham Nash Motorsport                   | Shane Lewis Regan Morgan                         | Saleen S7-R                      | P     | 102           |
| 25     | GTS       | 83 | Graham Nash Motorsport                   | Shane Lewis Regan Morgan                         | Ford 7.0L V8                     | P     | 102           |
| 26 DNF | GTS       | 26 | Konrad Motorsport                        | Franz Konrad Terry Borcheller Toni Seiler        | Saleen S7-R                      | P     | 100           |
| 26 DNF | GTS       | 26 | Konrad Motorsport                        | Franz Konrad Terry Borcheller Toni Seiler        | Ford 7.0L V8                     | P     | 100           |
| 27 DNF | LMP675    | 37 | Intersport                               | Jon Field Mike Durand                            | MG-Lola EX257                    | G     | 94            |
| 27 DNF | LMP675    | 37 | Intersport                               | Jon Field Mike Durand                            | MG (AER) XP20 2.0L Turbo I4      | G     | 94            |
| 28 DNF | LMP675    | 56 | Team Bucknum Racing                      | Jeff Bucknum Chris McMurry Bryan Willman         | Pilbeam MP84                     | A     | 85            |
| 28 DNF | LMP675    | 56 | Team Bucknum Racing                      | Jeff Bucknum Chris McMurry Bryan Willman         | Nissan (AER) VQL 3.4L V6         | A     | 85            |
| 29 DNF | LMP900    | 30 | Intersport                               | Clint Field Mike Neuhaus                         | Lola B2K/10B                     | G     | 61            |
| 29 DNF | LMP900    | 30 | Intersport                               | Clint Field Mike Neuhaus                         | Judd GV4 4.0L V10                | G     | 61            |
| 30 DNF | LMP900    | 27 | Chamberlain                              | Christian Vann Milka Duno                        | Dome S101                        | G     | 47            |
| 30 DNF | LMP900    | 27 | Chamberlain                              | Christian Vann Milka Duno                        | Judd GV4 4.0L V10                | G     | 47            |
| 31 DNF | GT        | 21 | Perspective USA Corporation              | Thierry Perrier Michel Neugarten Angelo Barretto | Porsche 911 GT3 R (996)          | D     | 38            |
| 31 DNF | GT        | 21 | Perspective USA Corporation              | Thierry Perrier Michel Neugarten Angelo Barretto | Porsche 3.6L Flat-6              | D     | 38            |
| 32 DNF | GT        | 67 | The Racer's Group                        | Michael Schrom Vic Rice                          | Porsche 911 GT3 RS (996)         | M     | 24            |
| 32 DNF | GT        | 67 | The Racer's Group                        | Michael Schrom Vic Rice                          | Porsche 3.6L Turbo Flat-6        | M     | 24            |
| 33 DNF | GT        | 40 | Alegra Motorsports                       | Scooter Gabel Carlos DeQuesada                   | BMW M3                           | Y     | 5             |
| 33 DNF | GT        | 40 | Alegra Motorsports                       | Scooter Gabel Carlos DeQuesada                   | BMW 3.2L I6                      | Y     | 5             |
| 34 DNF | GT        | 10 | Alegra Motorsports                       | Chris Gleason Emil Assentato                     | BMW M3                           | Y     | 3             |
| 34 DNF | GT        | 10 | Alegra Motorsports                       | Chris Gleason Emil Assentato                     | BMW 3.2L I6                      | Y     | 3             |
| 35 DNF | GTS       | 44 | American Viperacing                      | Jeff Altenburg Tom Weickardt                     | Dodge Viper GTS-R                | P     | 2             |
| 35 DNF | GTS       | 44 | American Viperacing                      | Jeff Altenburg Tom Weickardt                     | Dodge 8.0L V10                   | P     | 2             |
| DNS    | GTS       | 84 | Graham Nash Motorsport                   | Pedro Chaves Thomas Erdos                        | Saleen S7-R                      | P     | -             |
| DNS    | GTS       | 84 | Graham Nash Motorsport                   | Pedro Chaves Thomas Erdos                        | Ford 7.0L V8                     | P     | -             |